# Municipio de Crittenden
El municipio de Crittenden (en inglés: Crittenden Township) es un municipio ubicado en el condado de Champaign en el estado estadounidense de Illinois. En el año 2010 tenía una población de 325 habitantes y una densidad poblacional de 3,44 personas por km².

## Geografía
El municipio de Crittenden se encuentra ubicado en las coordenadas 39°54′59″N 88°11′15″O / 39.91639, -88.18750. Según la Oficina del Censo de los Estados Unidos, el municipio tiene una superficie total de 94.53 km², de la cual 94,39 km² corresponden a tierra firme y (0,14 %) 0,13 km² es agua.

## Demografía
Según el censo de 2010, había 325 personas residiendo en el municipio de Crittenden. La densidad de población era de 3,44 hab./km². De los 325 habitantes, el municipio de Crittenden estaba compuesto por el 98,46 % blancos y el 1,54 % eran de una mezcla de razas. Del total de la población el 1,85 % eran hispanos o latinos de cualquier raza.